# Irvineia orientalis
Irvineia orientalis es una especie de peces de la familia Schilbeidae en el orden de los Siluriformes.

## Morfología
• Los machos pueden llegar alcanzar los 50,2 cm de longitud total.

## Reproducción
Es ovíparo y los huevos no son protegidos por los padres

## Hábitat
Es un pez de agua dulce y de clima tropical.

## Distribución geográfica
Se encuentran en África: ríos  Juba y  Uebi Shebeli (Somalia ).